# Nala (personaggio)
Nala è un personaggio immaginario della Disney, nonché la co-protagonista del film del 1994 Il re leone e nel suo omonimo remake del 2019, la tritagonista ne Il re leone 2 - Il regno di Simba, un personaggio minore in Il re leone 3 - Hakuna Matata, e un personaggio principale in The Lion Guard - Il ritorno del ruggito. È un personaggio importante anche nella serie animata The Lion Guard.
Nala è il personaggio femminile più significativo de Il re leone. Poiché il film è stato ispirato dalla tragedia Amleto di William Shakespeare, Nala è considerata l'equivalente dell'interesse amoroso di Amleto, Ofelia, nonostante alcune differenze tra i due personaggi. Sebbene l'accoglienza della critica nei confronti di Nala sia stata generalmente contrastante, il doppiaggio di Moira Kelly è stato elogiato.

## Biografia del personaggio

### Il re leone
Nei primo film, Nala è la migliore amica di Simba, principe delle Terre del Branco e figlio unico dell'attuale re Mufasa. Durante l'infanzia Nala era solita sopraffare Simba durante i loro giochi (è grazie a questo particolare che Simba la riconosce da adulta). Rimane addolorata per la morte di Mufasa e la scomparsa di Simba.
Molto tempo dopo, a seguito dell'ascesa di Scar al trono e della rovina che il suo dominio porta alle Terre del Branco, fugge in cerca di aiuto per detronizzare Scar e, inaspettatamente, ritrova Simba mentre da la caccia ai suoi amici Timon e Pumbaa, che la riconosce dopo uno scontro. In seguito i due si innamorano.
Appresa la notizia sulla precaria situazione dovuta al pessimo governo di Scar, Simba si rifiuta inizialmente di tornare a casa, ma grazie all'intervento di Rafiki, Simba capisce che il suo branco ha bisogno di lui. Dopo la sconfitta di Scar, Simba diventa re e Nala sarà sua compagna, diventando quindi regina della Rupe dei Re dopo la morte della regina madre Sarabi, compagna di Mufasa e madre di Simba.

### Il re leone 2 - Il regno di Simba
Nel secondo film, Nala diventa madre di Kiara; il suo ruolo in questo sequel è piuttosto secondario, malgrado dispensi in più occasioni saggi consigli al compagno.

### Il re leone 3 - Hakuna Matata
Nel terzo film, Nala ha un ruolo anche nello spin-off prequel e midquel del film originale, Il re leone 3 - Hakuna Matata, dove si può vedere nella sequenza di Can You Feel the Love Tonight (che riprende la medesima scena del primo film). Poi è vista spiegare invano a Timon e Pumbaa la situazione.

### The Lion Guard (2015-2019)
Nella serie animata The Lion Guard, che si ambienta durante gli avvenimenti del secondo film, Nala è la protettiva e benevola madre di Kion e Kiara. è una regina saggia ma non ha ruoli importanti. Qualche volta accompagna Kiara con le sue amiche Tifuu e Zuri a caccia.

### Il Re Leone (2019)
Nala segue fedelmente il suo ruolo del film originale. Quando Scar diventa Re, lei lo disprezza e, la notte in cui Scar fa la proposta a Sarabi, lei scappa in cerca di aiuto ( come già menzionato nel film originale). Dopo il litigio con Simba torna nelle Terre del Branco, salvo poi essere raggiunta da Simba nel deserto. Guida il branco di leonesse all'attacco e sconfigge Shenzi in un accesso duello. Scar viene sconfitto da Simba e Nala prende il suo posto di regina con Simba, e tempo dopo, da alla luce una cucciola ( Kiara).

### Mufasa- Il Re Leone
Nala ha un ruolo marginale nel film Mufasa - Il re leone, sequel/prequel del live action del 2024. Si trova nella giungla in dolce attesa e Simba la va ad aiutare e sorvegliare, lasciando la figlia Kiara nelle cure di Timon e Pumbaa. I due genitori si rivedono poi a fine film, con Nala che presenta il nuovo arrivato a Kiara. 

## Altri media
- Nel musical di Broadway del 1997, Nala è interpretata da rispettivamente da Kajuana Shuford e Heather Headley. Appare nei brani The Lioness Hunt, The Madness of King Scar ( che riprende la scena tagliata del primo film) e canta interamente il brano "Shadowland", che canta insieme alle altre leonesse, prima di partire per trovare aiuto. Indossa un costume da leonessa.
- Nala appare spesso nella serie televisiva House of Mouse - Il Topoclub, nei due film Topolino & i cattivi Disney ( in cui è vista come un cucciolo), Il bianco Natale di Topolino - È festa in casa Disney e in Once Upon a Studio.
- Nala appare in diversi videogiochi e nella saga di Kingdom Hearts.

## Concezione e sviluppo
La sceneggiatrice Linda Woolverton ha concepito Nala «come parte di una graduale progressione che ha guidato il recente dibattito pubblico su ciò che le giovani ragazze dovrebbero aspettarsi dai loro modelli cinematografici». Nelle prime versioni della sceneggiatura, Nala aveva un fratello minore di nome Mheetu, che accompagna lei e Simba nelle loro avventure. Simba avrebbe salvato il cucciolo da degli gnu, e Nala sarebbe diventata responsabile della protezione di Mheetu. Nala avrebbe anche dovuto avere una volpe di nome Bhati come amica. Secondo la Woolverton, Mheetu e Bhati alla fine sono stati cancellati dal film perché le loro storie stavano cominciando a distrarre dalla trama principale incentrata su Simba. Allo stesso modo, Nala avrebbe anche dovuto avere un padre nel film, ma è stato anch'egli rimosso. Inoltre, in un'altra sceneggiatura, Sarafina (allora chiamata Naanda) era la sorella minore di Sarabi, e Mufasa era implicitamente suo compagno, diventando quindi patrigno di Nala. Questa implicazione è stata eliminata nella versione finale perché avrebbe reso la relazione di Simba e Nala incestuosa, in quanto sarebbero stati fratellastri e cugini di primo grado.
Poiché Il re leone era stato originariamente concepito come un film molto più maturo e orientato verso gli adulti, Nala avrebbe dovuto essere bandita dalla sua terra come punizione per aver respinto i gesti romantici di Scar. Questa idea sarebbe stata ulteriormente esplorata nella canzone di Scar Be Prepared (Reprise), durante la quale Scar avrebbe voluto Nala come sua regina, ma il numero musicale è stato tagliato dal film finale perché la scena era considerata troppo inquietante. Matthew Roulette di TheFW ha ipotizzato che la scena fosse stata tagliata a causa della significativa differenza di età tra Nala e Scar.
Nala deriva dal sanscrito e significa "fusto". Il personaggio ha una madre, il cui nome non è mai menzionato nel film, tuttavia, è accreditata come Sarafina durante i titoli di coda del film. È stato osservato come, a differenza dei tre precedenti film d’animazione della Disney (La sirenetta, La bella e la bestia e Aladdin) la relazione romantica tra Nala e Simba non sia la trama principale del film.

## Caratterizzazione
La sua doppiatrice in lingua originale ha descritto Nala come un personaggio sensibile ma autorevole, mentre Amber Leab di Bitch Flicks l'ha descritta come forte, indipendente e intelligente. Secondo Oh My Disney, Nala funge da "colla che tiene assieme il film", dalla cui prospettiva il pubblico guarda il film perché «dice esattamente quello che le persone stanno pensando». Nala è il personaggio femminile più importante del film, che contribuisce all’"elemento romantico" del film. Leab ha osservato che i personaggi maschili de Il re leone tendono a "salire sulla scena" mentre i personaggi femminili si assentano all'azione.
Nel suo libro Biblical Allusions, l'autrice Lindsay Bacher ha riconosciuto che Nala è spesso descritta come un personaggio più forte e più responsabile di Simba, nonostante abbia osservato il fatto che i personaggi femminili del film manchino di spirito. Nala è anche una combattente più abile di Simba, come dimostrato dalla capacità del personaggio di sopraffarlo in battaglia, che ricorda il potere fisico delle vere leonesse. Leab ha concluso accusando il film di usare in modo sbagliato personaggi femminili forti.
Inoltre, insieme a Faline di Bambi, e a Lady Marian di Robin Hood, Nala appartiene ad un trio di eroine Disney che, dopo essere state separate dai loro interessi amorosi per diversi anni, alla fine si riuniscono con loro.

## Accoglienza
Nala ha ricevuto un’accoglienza contrastante da parte della critica dal momento che sia i critici cinematografici che gruppi femministi hanno accusato il film di non avere personaggi femminili potenti. James Berardinelli di ReelViews ha apprezzato il fatto che "dopo tre film animati incentrati sull'amore di due persone provenienti da mondi diversi", la storia d'amore tra Nala e Simba sia stata relegata in "una sottotrama".
Il ruolo e il comportamento di Nala durante la sequenza romantica del film Can You Feel the Love Tonight ha suscitato critiche a causa del suo "comportamento sottomesso". Janet Maslin del The New York Times ha menzionato l’assenza di una forte eroina tra i punti deboli del film, criticando l'interazione di Nala e Simba durante la canzone. Kathryn LeBey Davidson di Her Campus crede che il personaggio sia stato danneggiato dal suo tempo limitato e dal suo ruolo minore, definendola però la diciannovesima miglior eroina Disney.
Ella Ceron del Thought Catalog ha classificato Nala al quattordicesimo posto nella sua classifica dei personaggi femminili Disney.